# Prowincja Novara
Prowincja Novara (wł. Provincia di Novara) – prowincja we Włoszech. 
Nadrzędną jednostką podziału administracyjnego jest region (tu: Piemont), a podrzędną jest gmina.
Liczba gmin w prowincji: 88.